# Frédéric Costes
Pour les articles homonymes, voir Costes.
Pas d'image ? Cliquez ici

a Compétitions nationales et continentales officielles uniquement.

b Matchs officiels uniquement.
Frédéric Costes, né le 27 juin 1957 à La Rochelle (Charente-Maritime), est un joueur international français de rugby à XV évoluant en club, avec le Stade clermontois, l'AS Montferrand et le RRC Nice au poste de trois-quarts aile. 
Il exerce ensuite le métier de professeur d'EPS. 

## Biographie
Frédéric Costes dispute son premier match avec l'équipe de France, le 3 mars 1979, contre l'équipe d'Angleterre et le dernier contre l'équipe d'Irlande, le 1er mars 1980.

## Palmarès

### En club
- Finaliste du Championnat de France en 1978 avec l'AS Montferrand.
- Finaliste du Challenge Yves du Manoir en 1979 avec l'AS Montferrand.
- Vainqueur du Challenge Yves du Manoir en 1985 avec le RRC Nice.

### Distinctions personnelles
- Meilleur marqueur du Championnat de France en 1979 (21 essais)[3].

## Statistiques en équipe de France
- 7 sélections (+ 4 non officielles)
- 1 essai (4 points)
- Sélections par année : 5 en 1979 et 2 en 1980
- Tournois des Cinq Nations disputé : 1979, 1980
- Jeux Méditerranéens 1979 médaille d'Or avec l'équipe de France